# Roos de Jong

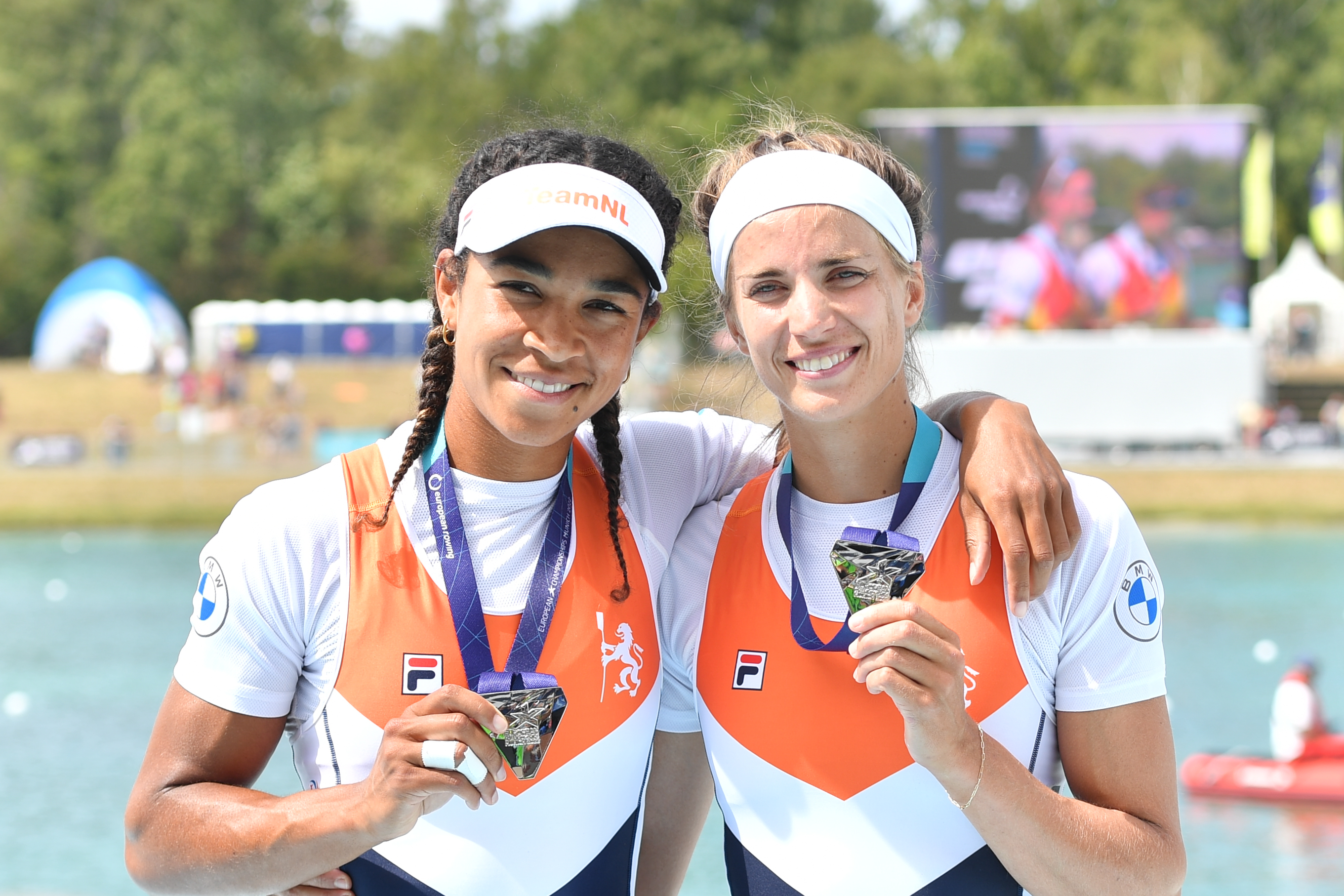
de Jong mit Laila Youssifou bei den Ruder-Europameisterschaften 2022

Roos de Jong (* 23. August 1993) ist eine niederländische Ruderin. 2019 gewann sie Weltmeisterschaftsbronze und 2021 Olympiabronze im Doppelzweier. 2022 gewann sie zwei Weltmeisterschaftssilbermedaillen. 2024 wurde sie Olympiazweite im Doppelvierer.

## Sportliche Karriere
Roos de Jong begann 2009 mit dem Rudersport. Bei den Junioren-Weltmeisterschaften 2011 belegte sie den siebten Platz im Doppelzweier. Zwei Jahre später trat sie bei den U23-Weltmeisterschaften 2013 in zwei Bootsklassen an. Mit dem Doppelzweier belegte sie den achten Platz, im Achter erreichte sie den sechsten Rang. Bei den U23-Weltmeisterschaften 2014 belegte sie den siebten Platz im Einer, bei der U23-Weltmeisterschaft 2015 gewann sie zusammen mit Laila Youssifou Bronze im Doppelzweier.
2017 trat die 1,75 m große Roos de Jong erstmals im Ruder-Weltcup an und erreichte bei ihrem Auftakt den sechsten Platz im Doppelzweier. Allerdings waren bei der Weltcup-Regatta in Belgrad von den sechs angetretenen Booten im Doppelzweier gleich drei aus den Niederlanden. Bei den Europameisterschaften in Račice u Štětí trat Roos de Jong im Einer an und belegte den siebten Platz. Vier Monate später bei den Weltmeisterschaften in Sarasota belegte Roos de Jong im Doppelzweier mit Marloes Oldenburg den achten Platz. 2018 ruderte Roos de Jong im Doppelzweier mit Lisa Scheenaard. Die beiden gewannen bei den Europameisterschaften in Glasgow mit 0,3 Sekunden Rückstand Silber hinter den Französinnen. Bei den Weltmeisterschaften 2018 belegten die beiden Niederländerinnen den fünften Platz. 2019 trat de Jong bei den Europameisterschaften im Doppelvierer an und gewann zusammen mit Inge Janssen, Sophie Souwer und Olivia van Rooijen die Silbermedaille hinter dem deutschen Doppelvierer. Drei Monate später bei den Weltmeisterschaften in Linz/Ottensheim traten Scheenard und de Jong im Doppelzweier an und erkämpften die Bronzemedaille hinter den Neuseeländerinnen und den Rumäninnen. Bei den Europameisterschaften 2020 ging sie erneut mit Lisa Scheenaard im Doppelzweier an den Start und die gewannen die Silbermedaille hinter den Rumäninnen. Nach einem vierten Platz bei den Europameisterschaften 2021 in Varese gewannen die Niederländerinnen bei den Olympischen Spielen in Tokio ihr Halbfinale und ruderten im Finale auf den dritten Platz hinter den Booten aus Rumänien und aus Neuseeland.
Bei den Europameisterschaften 2022 in München siegten die rumänischen Olympiasiegerinnen Simona Radiș und Nicoleta-Ancuța Bodnar im Doppelzweier vor Roos de Jong und Laila Youssifou. De Jong und Youssifou ruderten auch im niederländischen Achter, mit dem sie den dritten Platz belegten. Einen Monat später gewannen Roos de Jong und Laila Youssifou bei den Weltmeisterschaften in Račice u Štětí zwei Silbermedaillen. Sowohl im Doppelzweier als auch im Achter erreichten sie das Ziel hinter den Rumäninnen. Im Jahr darauf traten Roos de Jong und Laila Youssifou bei den Europameisterschaften 2023 in Bled nur im Doppelzweier an und erruderten die Bronzemedaille hinter den Rumäninnen und den Litauerinnen. Drei Monate später bei den Weltmeisterschaften in Belgrad traten die beiden zusammen mit Tessa Dullemans und Bente Paulis im Doppelvierer an und gewannen die Silbermedaille mit 0,67 Sekunden Rückstand auf die Britinnen. 2024 bei den Olympischen Spielen in Paris siegte ebenfalls der britische Doppelvierer. 0,15 Sekunden dahinter erruderten Laila Youssifou, Bente Paulis, Roos de Jong und Tessa Dullemans die Silbermedaille. Die beiden führenden Boote hatten über drei Sekunden Vorsprung vor den drittplatzierten Deutschen.